# Avonmouth
Avonmouth es un puerto y un barrio exterior de la ciudad de Bristol, Inglaterra. Está situado entre dos ríos: la orilla norte canalizada de la etapa final del río Avon; y la orilla oriental del estuario del Severn. Estratégicamente, el área ha sido y sigue siendo una parte importante de la economía marítima de la región, particularmente para los buques de mayor tamaño dedicados al transporte de mercancías pesadas, así como para la industria y el sector de los servicios, incluyendo actividades como la industria ligera, zonas de naves de almacenamiento, una central eléctrica alimentada con gas e instalaciones de saneamiento. El área dispone de un enlace de carretera, y está conectada en su lado sur por la autopista M5, y hacia el norte, el sureste y el este por otras carreteras y vías de ferrocarril.
La denominación oficial de Concejo de Avonmouth y Lawrence Weston es un nombre simplificado, ya que la circunscripción también incluye Shirehampton y el extremo occidental de Lawrence Weston. 

## Geografía

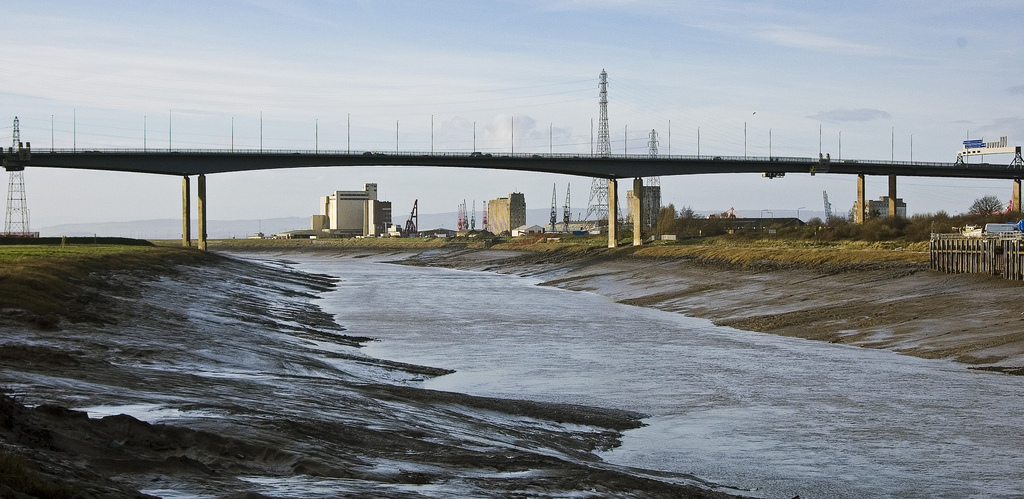
El puente de la autopista M5 sobre el río Avon, con Avonmouth al fondo

El distrito de Avonmouth es aproximadamente rectangular, coincidiendo su lado más largo con la orilla del estuario del río Severn. El núcleo urbano del barrio se localiza en paralelo a la orilla del río Avon. Ambos ríos atraviesan en su desembocadura un valle poco profundo, por lo que ha sido necesario canalizarlos para permitir la construcción del gran puerto de los muelles de Avonmouth, que ocupa la mayor parte del lado occidental del distrito. El muelle Royal Portbury se encuentra al otro lado del río Avon (en Easton-in-Gordano). En Avonmouth se localizan algunas plantas de fabricación de productos químicos, y al norte de los muelles se encuentra la central eléctrica de Seabank, alimentada con gas. Entre sus empresas de industria ligera y almacenes se incluye Nisbets, una empresa multinacional mayorista dedicada a la distribución de productos alimentarios.
El antiguo centro residencial de Avonmouth se encuentra entre la zona industrializada y la autopista M5, siendo el único núcleo urbano de Bristol situado al oeste de la autopista. El puente de Avonmouth permite que la autopista M5 alcance Easton-in-Gordano en dirección a Somerset. La autopista M49, que se dirige hacia Gales, pasa entre la M5 cerca de Avonmouth y la autopista M4 en Second Severn Crossing. El antiguo puente del Severn y la autopista M48 están vinculados a Avonmouth por la carretera A403. Las ciudades galesas de Newport y Cardiff son claramente visibles desde la costa de Avonmouth.
El acceso al puerto, parte de la carretera A4, conecta el centro de Bristol con Avonmouth, que también cuenta con un servicio de tren que generalmente funciona cada hora hasta el centro de Bristol desde la Estación de Avonmouth, en la Línea de la Playa del Severn.
En 2010 estaba prevista la construcción de una nueva terminal de contenedores de aguas profundas para Avonmouth.

## Historia
La desembocadura del Avon figuraba nombrada como Afenemuþan en la Crónica Anglosajona en los años 915 o 918 y 1052, pero del contexto se desprende claramente que el nombre no se refiere a un asentamiento.: 16  El área fue históricamente parte de la capellanía de Shirehampton, una parte separada de la parroquia de Westbury-on-Trym en Gloucestershire. Bewys Cross, un monumento de piedra que posiblemente data del siglo XV, estaba ubicado en la orilla del Severn, cerca de la antigua desembocadura del Avon. Los mapas de principios del siglo XIX muestran la zona como tierras de cultivo. En ese momento, el canal de aguas profundas del Avon atravesaba el emplazamiento actual de los muelles de Avonmouth, y lo separaba de una pequeña isla llamada Dumball.: 8 
El primer desarrollo en Avonmouth fue un embarcadero construido en 1860 por la Bristol Corporation en "Avon's Mouth". El primer registro del nombre moderno figuraba en el título del proyecto de ley del Puerto y Muelles del Canal (Muelle de Avonmouth) debatido en el Parlamento a principios de 1863.: 15  Cuando se construyó el Ferrocarril y Muelle del Puerto de Bristol en 1865, la estación terminal se llamó Avonmouth. Al mismo tiempo se abrió un hotel, el Avonmouth Hotel. Se construyó una pequeña aldea para dar servicio a los nuevos muelles, que finalmente se abrieron en 1877. También en 1877, la línea del ferrocarril del puerto fue conectada a la red ferroviaria principal a través del Ferrocarril de Extensión de Clifton, y los muelles abrieron una nueva estación llamada Avonmouth Dock. Los ladrillos para los muelles fueron suministrados por Crown Brick Works de West Town, Shirehampton, visible en el mapa del Ordnance Survey de 1879. La compañía Crown Brick Works, que se cerraría en 1886, era propiedad de Edwin Stride y de sus hijos Jared y Jethro (quienes más tarde desarrollaron Sneyd Park), junto con George Davis y William y Jarman Peters.
El nuevo muelle de Avonmouth y el núcleo original del asentamiento fueron transferidos de Gloucestershire a la ciudad de Bristol en 1894, y el resto del asentamiento en expansión pasó a formar parte de la ciudad en 1904.: 7 

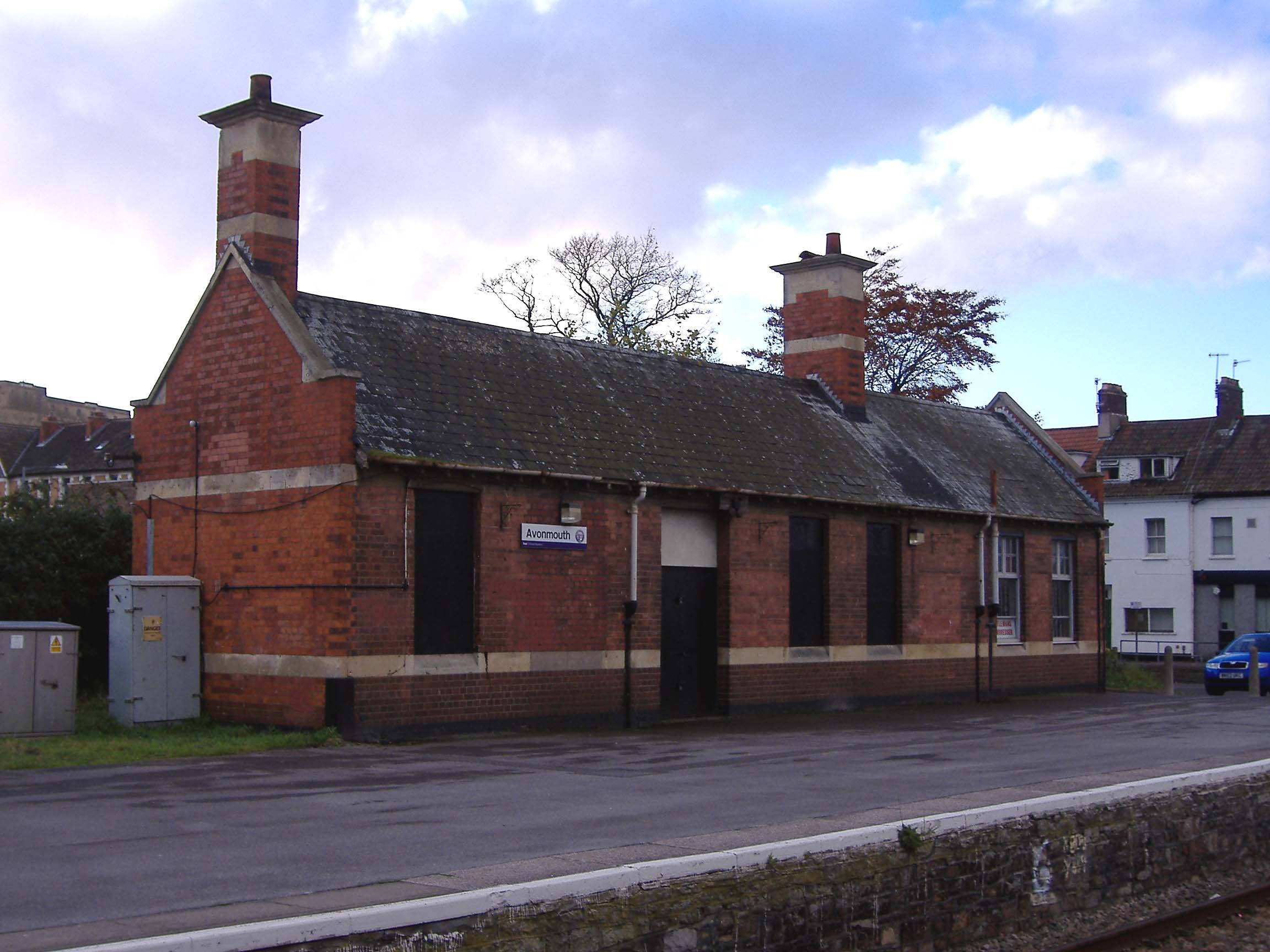
Estación de Avonmouth

En 1902 comenzaron las obras del muelle Royal Edward, una importante ampliación de la zona portuaria completada en 1908. El terreno necesario para la nueva dársena requirió el cierre de la estación de ferrocarril original y, desde 1902, todos los trenes terminaban en la estación Avonmouth Dock (rebautizada como "Avonmouth" en 1966). Sin embargo, el hotel Avonmouth adyacente a la estación original permaneció abierto, dando alojamiento a muchos europeos que emigraron a América a través de Avonmouth. Durante la Primera Guerra Mundial el hotel albergó al Cuerpo Auxiliar de Mujeres del Ejército. Finalmente fue demolido en 1926, cuando se amplió el muelle Royal Edward.
Entre 1919 y 1926, se construyó la carretera de acceso al puerto, lo que supuso una conexión más directa entre Avonmouth y Bristol.
Shirehampton se había convertido en una parroquia independiente en 1844, y a finales del siglo XIX se estableció una capilla de la Iglesia de Inglaterra en el nuevo asentamiento de Avonmouth, que se convirtió en una parroquia independiente en 1917.: 7  La primera iglesia de Avonmouth, terminada en 1934, fue bombardeada durante la Segunda Guerra Mundial por la Luftwaffe en una de las seis oleadas principales del Bristol Blitz en 1941, siendo reconstruida en 1957.
En diciembre de 1971, la autopista M5 se abrió hasta Avonmouth, y más adelante se extendió hacia el sur en dirección hacia Somerset cuando se inauguró el puente de Avonmouth en mayo de 1974.
El 3 de diciembre de 2020, cuatro personas murieron a consecuencia de una explosión que se produjo en la planta de tratamiento de aguas residuales de Avonmouth.

## Lugares de interés

### Reserva natural de las instalaciones de saneamiento de Avonmouth
La compañía Wessex Water gestiona las 10 hectáreas de la planta de tratamiento de aguas residuales de Avonmouth como reserva natural. Las lagunas artificiales y un estanque proporcionan un área de alimentación y descanso para muchas aves, incluidos anátidas como el porrón común, el porrón moñudo, la cerceta común y la cuchara común. Los tupidos pastizales proporcionan un refugio para tritones crestados, roedores y otros pequeños mamíferos, de los que se alimentan los cernícalos y las lechuzas que frecuentan la zona.

### Centro de distribución de los almacenes "The Range"
Avonmouth alberga el almacén más grande del Reino Unido, una nave de 1 250 000 pies cuadrados (116 100 m²) utilizada como centro de distribución por The Range, una cadena de almacenes de venta al por menor de productos para el hogar, el jardín y el ocio. El enorme edificio ocupa 55 acres (22,3 ha) de terreno y es parte del proyecto Central Park, ubicado cerca de la orilla del estuario del Severn. Anteriormente, el almacén más grande del Reino Unido era un edificio operado por Amazon en Dunfermline, Escocia, con una superficie de 1 000 000 pies cuadrados (92 900 m²).

## Gobernanza
Avonmouth es parte del distrito electoral Bristol North West, que elige a un miembro del Parlamento (MP).
Como distrito del Ayuntamiento de Bristol que tiene elecciones locales en tres de cada cuatro años, en Avonmouth y Lawrence Weston, se eligieron los tres concejales siguientes de junio de 2016 a mayo de 2018:
- Donald Alexander, laborista
- Jo Sargeant, laborista
- Matthew Melias, conservador[24]

Además de Avonmouth, el distrito incluye Shirehampton y parte de Lawrence Weston.
Shirehampton es una parte de Bristol que tiene un núcleo de fundación medieval, con edificios que datan de más de un siglo antes que los primeros ejemplos de Avonmouth. Hoy en día, la parroquia madre de Shirehampton anterior a 1893 tiene límites definitivos, y su población es de unos 6.867 habitantes. Desde la Estación de Shirehampton se puede viajar en tren hasta el centro de Bristol. El extremo occidental del área de Lawrence Weston cruza el límite hacia el distrito de Avonmouth, aunque la mayor parte del área se encuentra dentro del distrito de Kingsweston. El área combinada está separada del resto de Bristol por una pequeña cantidad de terreno verde.